# Hansenius
Genre
Hansenius est un genre de pseudoscorpions de la famille des Cheliferidae.

## Distribution
Les espèces de ce genre se rencontrent en Afrique subsaharienne.

## Liste des espèces
Selon Pseudoscorpions of the World (version 3.0) :
- Hansenius basilewskyi Beier, 1962
- Hansenius fuelleborni (Ellingsen, 1910)
- Hansenius jezequeli Heurtault, 1983
- Hansenius kilimanjaricus Beier, 1962
- Hansenius leleupi Beier, 1959
- Hansenius major Beier, 1947
- Hansenius milloti Vachon, 1937
- Hansenius mirabilis Beier, 1933
- Hansenius regneri Beier, 1944
- Hansenius schoutedeni Beier, 1954
- Hansenius spinosus Chamberlin, 1949
- Hansenius torulosus (Tullgren, 1907)
- Hansenius vosseleri Beier, 1944

## Publication originale
- Chamberlin, 1932 : A synoptic revision of the generic classification of the chelonethid family Cheliferidae Simon (Arachnida) (continued). Canadian Entomologist, vol. 64, p. 17-21 & 35-39.